# Lutzomyia texana
Lutzomyia texana är en tvåvingeart som först beskrevs av Dampf A. 1938.  Lutzomyia texana ingår i släktet Lutzomyia och familjen fjärilsmyggor. Inga underarter finns listade i Catalogue of Life.